# José Mário Branco
José Mário Branco   (Porto, 25 de maig de 1942 - Lisboa, 19 de novembre de 2019) va ser un cantautor portuguès.
Representant de la música de protesta o engatjada portuguesa, inicià la seva carrera durant la dictadura de Salazar. Fou encalçat pel règim i hagué d'exiliar-se a França. Amb ell treballaren José Afonso, Sérgio Godinho, Luís Represas, Fausto i Camané, entre d'altres, amb qui participà en concerts o àlbums editats com a músic i/o responsable dels arranjaments musicals. També va compondre i cantar per al teatre, el cinema i la televisió. El 1974 fundà el GAC (Grupo de Acção Cultural) amb el qual enregistrà un parell d'àlbums.
Barreja de música de protesta, fado i d'altres gèneres musicals, són obres seves famoses els discs Ser solidário, Margem de certa maneira, A noite i l'emblemàtic FMI, obra-síntesi del moviment revolucionari portuguès amb els seus somnis i desenganys. Aquest darrer disc fou prohibit i censurat a qualsevol rádio, TV o mitjà de divulgació pública. No obstant això, FMI esdevindria, probablement, la seva obra més coneguda. El sei àlbum més recent, de 2004, es titula Resistir é vencer en homenatge al poble de Tímor, qui va resistir durant dècades l'ocupació militar indonèsia després de la Revolució dels clavells.
El 2006, amb 64 anys, José Mário Branco començà la llicenciatura de Lingüística, a la Facultat de Lletres de la Universidade Clássica de Lisboa. Acabà el primer curs, amb una mitjana de 19,1 punts, i va ser considerat el millor alumne del seu curs. Tot amb tot rebutjà els premis que li foren atorgats tot declarant que era «quelcom de normal en una carrera acadèmica».

## Discografia
Àlbums
- 1971 - Mudam-se os tempos, mudam-se as vontades
- 1973 - Margem de certa maneira
- 1976 - A cantiga é uma arma (G.A.C)
- 1977 - Pois canté! (G.A.C.)
- 1978 - A mãe
- 1982 - Ser solidário
- 1982 - FMI
- 1985 - A noite
- 1990 - Correspondências
- 1997 - José Mário Branco ao vivo
- 1999 - Canções escolhidas 71 / 97 (Recopilació)
- 2004 - Resistir é vencer